# Hurikán Helene
Hurikán Helene byl ničivý tropický cyklón, který koncem září 2024 způsobil rozsáhlé škody zejména na jihovýchodě Spojených států, ale i v některých státech Střední Ameriky a Karibiku. Nejvíce postiženými státy USA byly Severní Karolína, odkud pocházela polovina obětí, dále Jižní Karolína, Georgie, Florida, Tennessee a Virginie.
Vítr v hurikánu Helene dosáhl při dopadu na pevninu rychlosti 225 kilometrů za hodinu. Způsobil také rekordní záplavovou vlnu o výšce 4,5 metru. Zemřelo nejméně 250 lidí. Hurikán Helene se tak stal jedním z nejsmrtelnějších hurikánů v USA od 70. let. Ničivější byl pouze hurikán Katrina v roce 2005, v jehož důsledku zahynulo 1392 lidí.
Expertní organizace World Weather Attribution uvedla, že pro vznik hurikánů jako Helene je zásadní změna klimatu. „V důsledku oteplování způsobeného fosilními palivy spadlo asi o 10 procent více srážek, což vytvořilo na jihovýchodě USA apokalyptické scény. Pokud budou lidé i nadále spalovat fosilní paliva, budou USA čelit ještě ničivějším hurikánům,“ uvedl  Ben Clark z Imperial College London.